# Jael

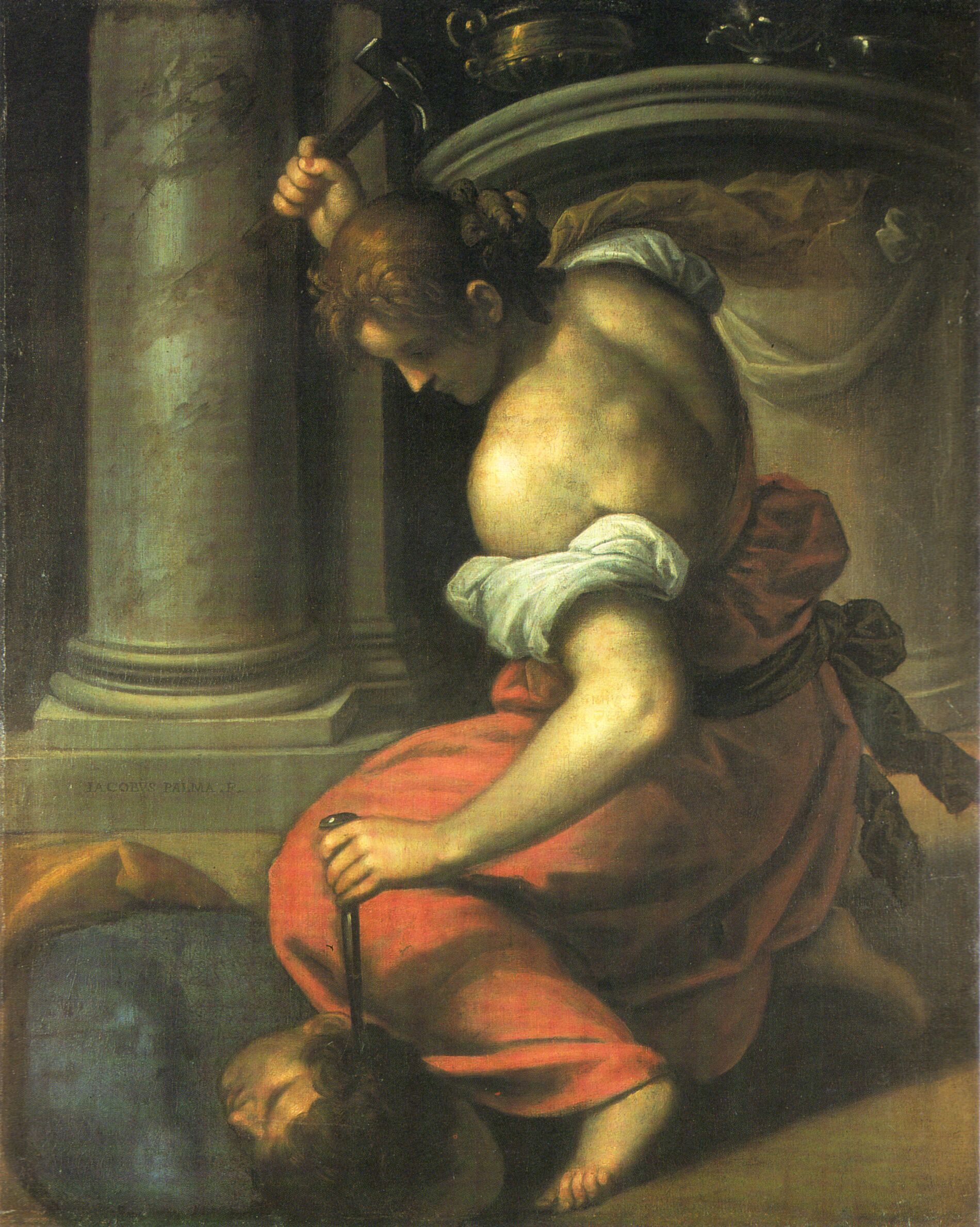
Jael zabija Siserę, obraz Jacopa Palmy il Giovane.

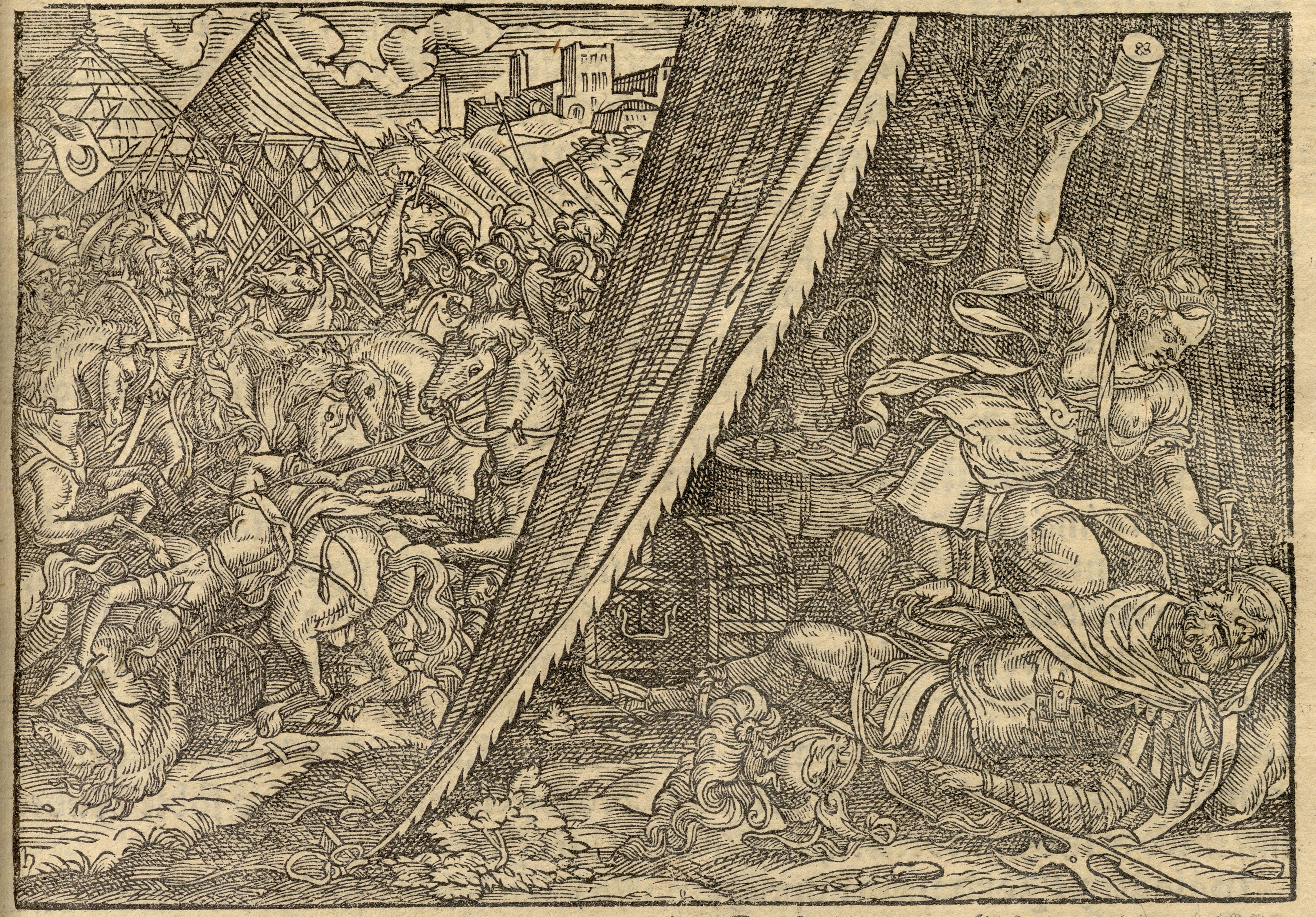
Biblia Leopolity – Jael zabija Sysarę

Jael – postać biblijna ze Starego Testamentu.
Kobieta z nomadyjskiego plemienia Kenitów, żona Chebera. Sisera, dowódca armii Kananejczyków, po przegranej bitwie z Izraelitami uciekł i skrył się w namiocie Jael. Gdy zasnął, Jael zabiła go, przebijając jego skroń palikiem od namiotu. Debora chwali ją w swej pieśni zwycięstwa. Jael pojawia się w czwartym i piątym rozdziale Księgi Sędziów.
Imię to oznacza po hebrajsku powszechnie występującego w Izraelu koziorożca nubijskiego, odczytywane jest jednak również jako "moc Boga".